# Naučná stezka Jelšie
Naučná stezka Jelšie (slovensky Náučný chodník Jelšie; nazývaná také Naučná stezka Pavčina Lehota) je turistická naučná stezka v katastru obce Pavčina Lehota v Liptovské kotlině a okrajové části pohoří Malá Fatra v okrese Liptovský Mikuláš v Žilinském kraji na Slovensku. Stezka je celoročně volně přístupná.

## Další informace
Naučná stezka byla zřízena v roce 2003, v roce 2010 byla rozšířena a v roce 2018 renovována. Má délku 9,8 km a převýšení 100 m. Zaměření je na historii, přírodu, geologii a geografii Pavčiny Lehoty a jejího okolí.
Mapu trasy stezky lze nalézt např. v referencích.

### Názvy informačních panelů
1. Žiarce
2. Podzámček
3. Pod kameňolomom
4. Panjarok
5. Nad dedinou
6. Pavčina Lehota – Bodice
7. Jelie
8. Rakový jarok
9. Jelšie
10. Lehôtka
11. Kamenná Porúbka

## Galerie

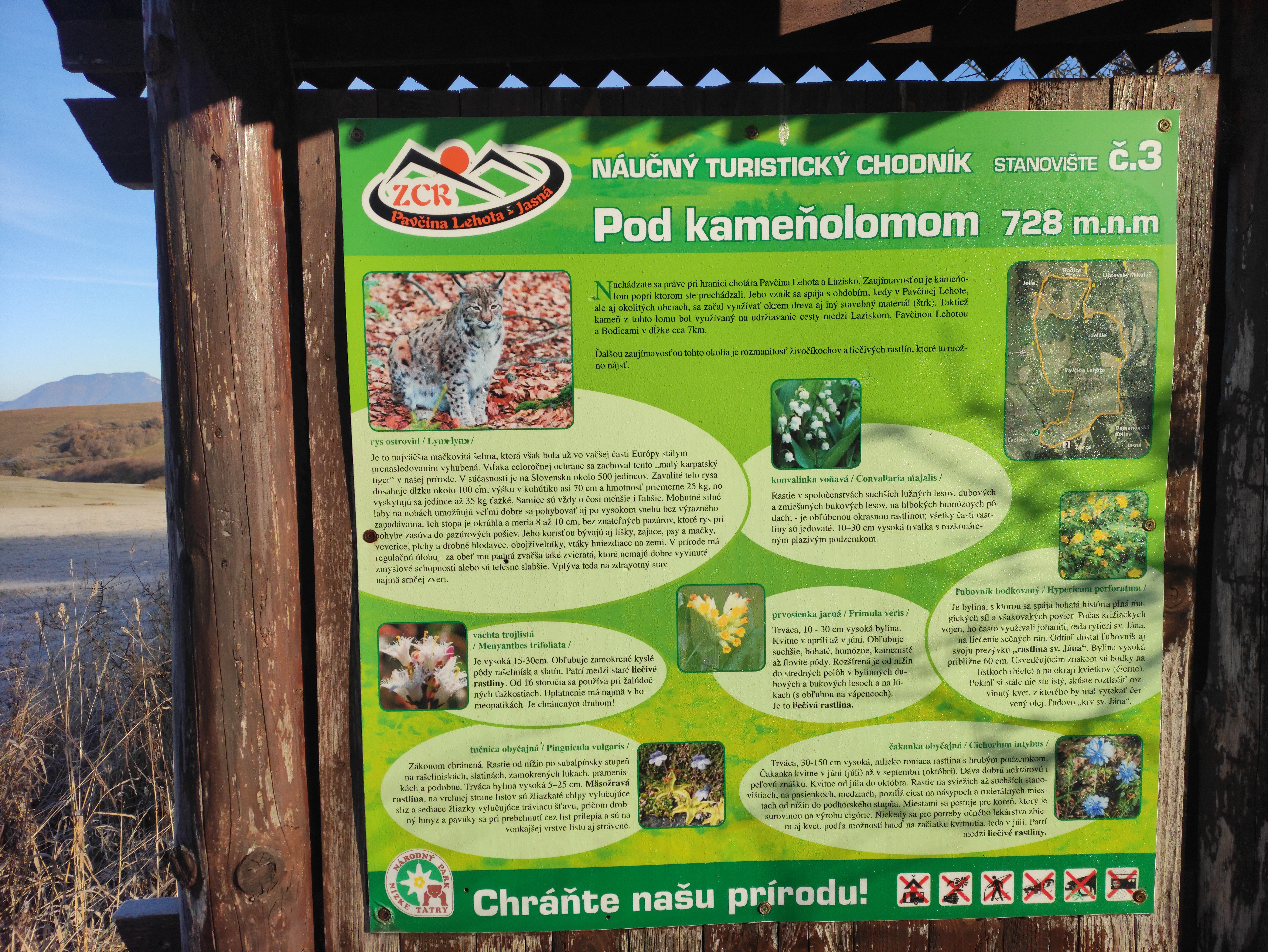
Zastavení č. 3
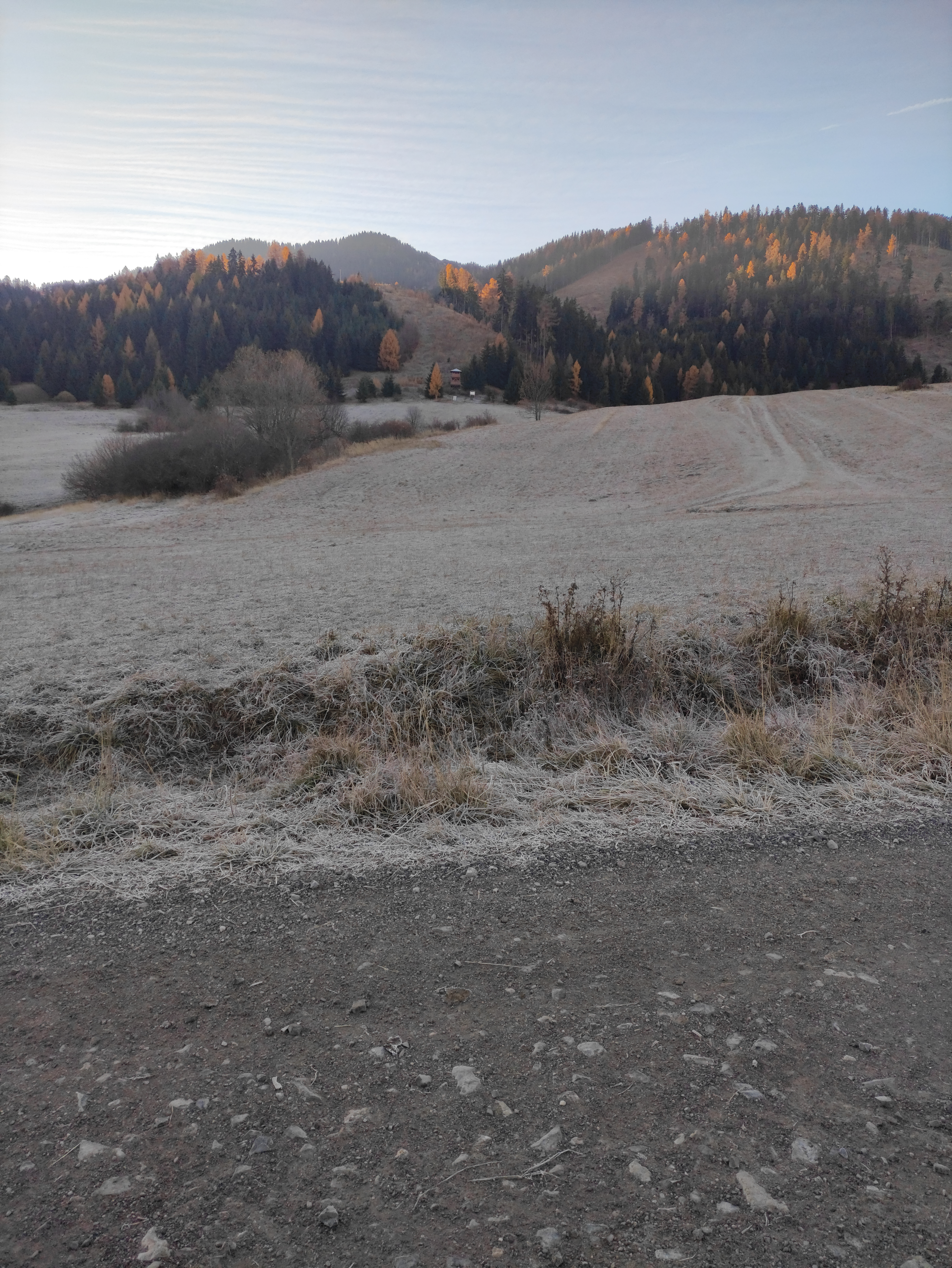
Pohled na rozhlednu Pavčina Lehota
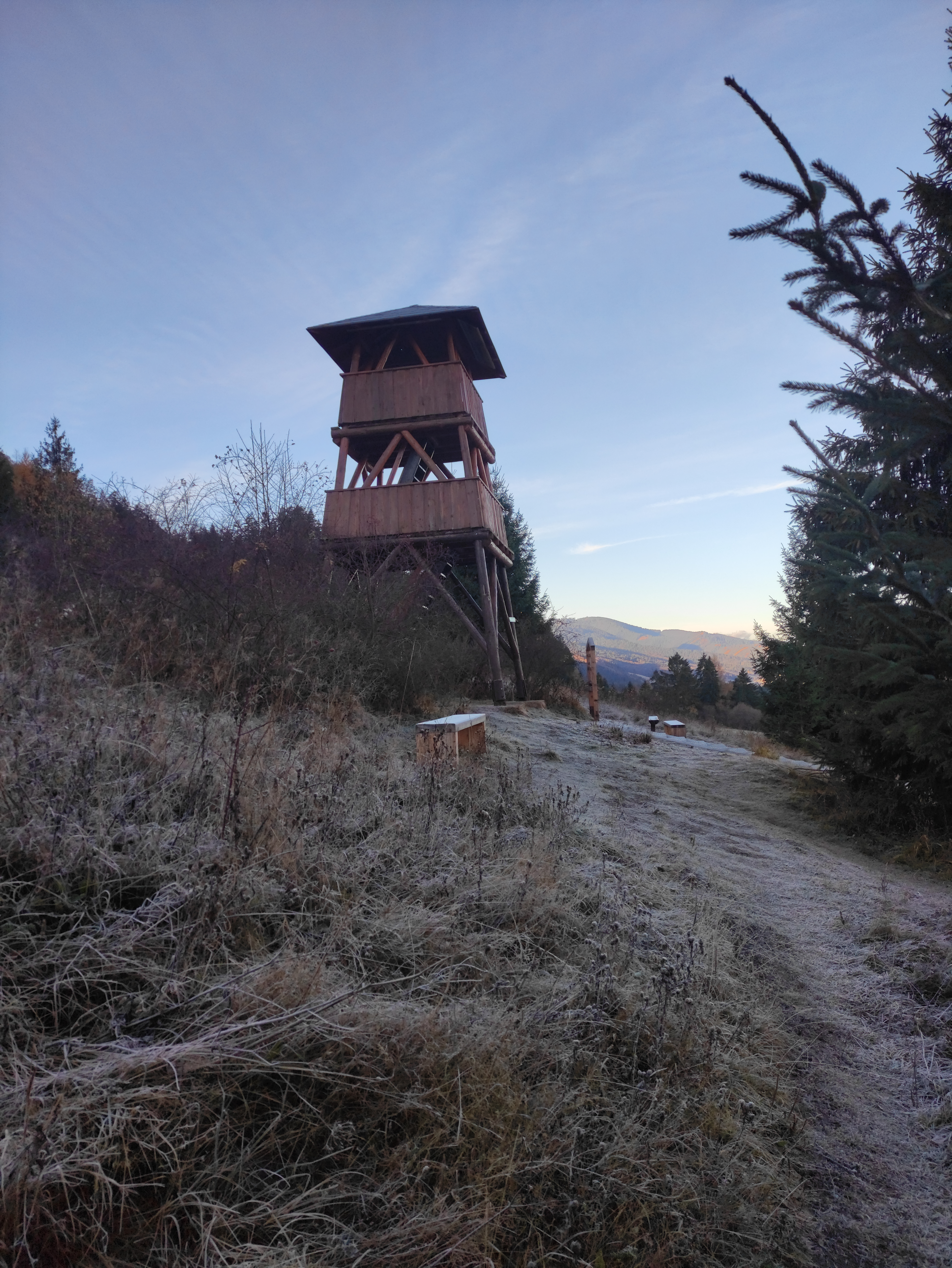
Rozhledna Pavčina Lehota